# 島村楽器テクニカルアカデミー

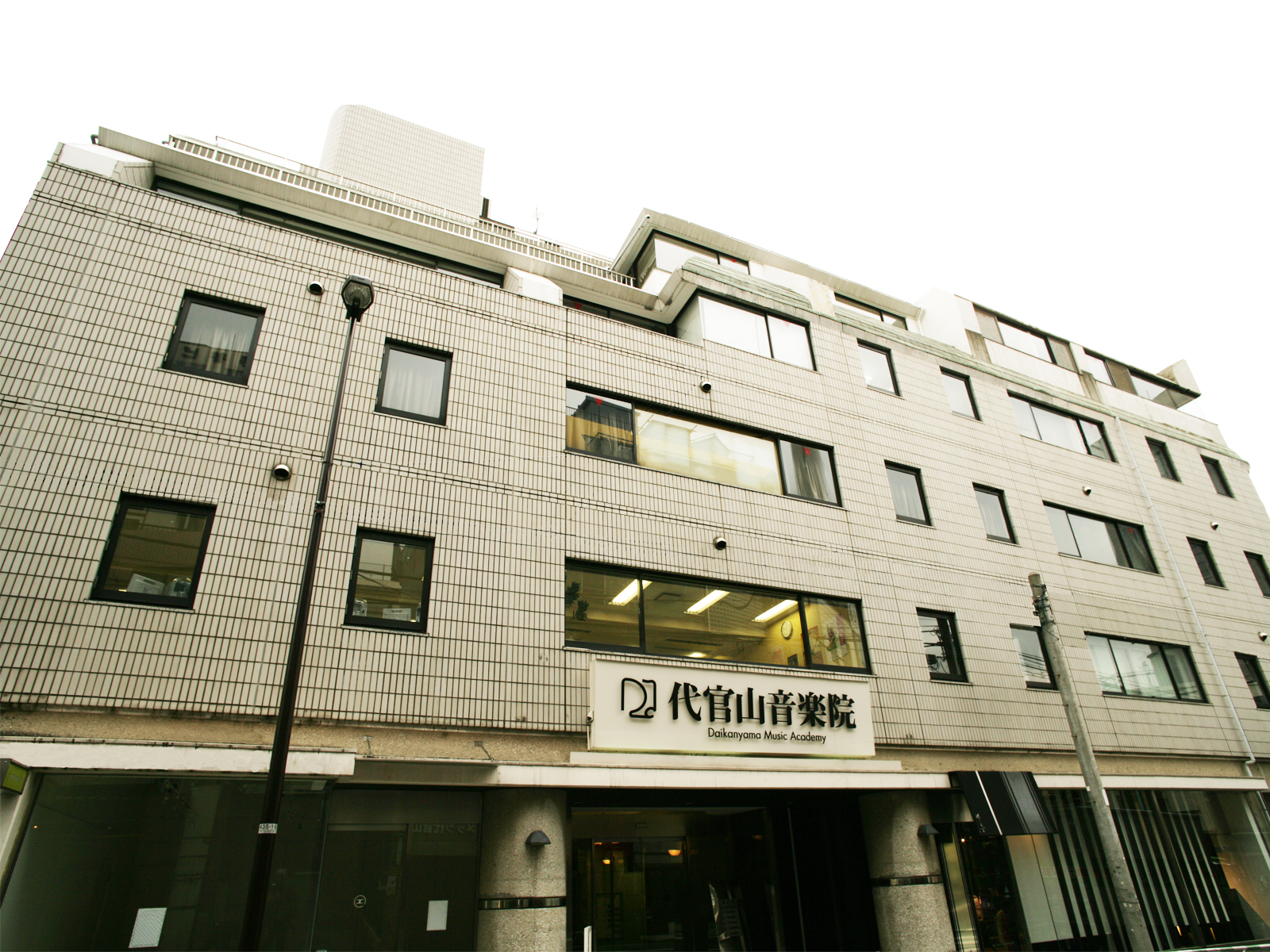
島村楽器テクニカルアカデミー　外観

島村楽器テクニカルアカデミー（しまむらがっき-）は東京都渋谷区にある、島村楽器株式会社が運営する総合音楽学校。ミュージシャンやサウンドクリエイターからギタークラフトマンや楽器リペアマンなどの楽器技術者を養成する。2017年に校名を代官山音楽院から変更した。

## 沿革
- 1992年9月 - 「シマムラミュージックアカデミー」江戸川区東大島に設立。音楽指導者養成コース開設。
- 2001年4月 - 「シマムラミュージックアカデミー」葛飾区新小岩に移転。総合音楽コースの一般基礎応用学習コース開設。
- 2003年4月 - 「代官山音楽院」と名称変更し渋谷・代官山に移転音楽学部と技術学部からなる音楽専門の総合音楽学校として開校。演奏科・指導者養成科開設。
- 2003年10月 - ギタークラフト& リペア科・ピアノ調律科・コンピュータミュージック科開設。
- 2005年4月 - 管楽器リペア科開設。コンピュータミュージック科からデジタルアーティスト科に名称変更。
- 2006年4月 - バイオリンクラフト＆リペア科開設。
- 2007年9月 - 大人のための本格趣味オープンスクール開設。
- 2009年4月 - 研究科開設・ピアノ調律科夜間科開設。
- 2011年4月 - 音響アーティスト科開設・デジタルアーティスト科本科開設。バイオリンクラフト＆リペア科夜間科開設。
- 2014年4月 - 音楽学部を統合し、音楽総合科を開設。楽器ビジネス科を開設。夜間部を夜間科に改称。
- 2015年4月 - ドラム・パーカッション総合科開設
- 2017年4月 - コンサートパーカッションリペア科開設
- 2017年4月 - 「島村楽器テクニカルアカデミー」に名称変更
- 2017年4月 - 本年度以降の本科2年制及び3年制募集停止・平成30年度入学者をもって本科1年制の募集停止を発表

## 学科
音楽総合科
- 本科

楽器ビジネス科
- 本科

ギタークラフト＆リペア科
- 本科
- 夜間科

ピアノ調律科
- 本科
- 夜間科
- 夜間科 アップライトピアノ専攻
- 夜間科 グランドピアノ専攻

管楽器リペア科
- 本科
- 夜間科

バイオリンクラフト＆リペア科
- 本科
- 夜間科

別科

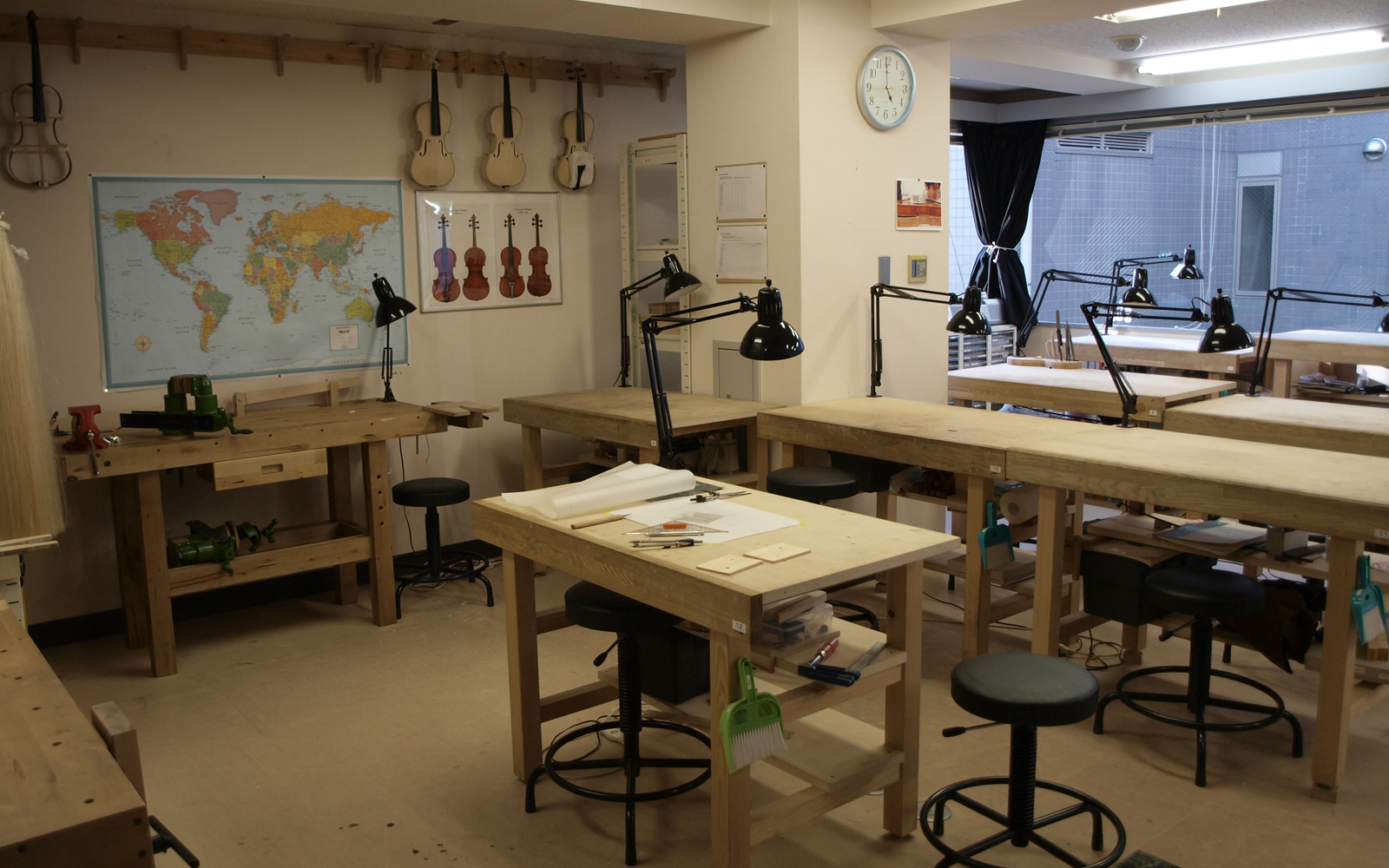
バイオリンクラフト＆リペア工房

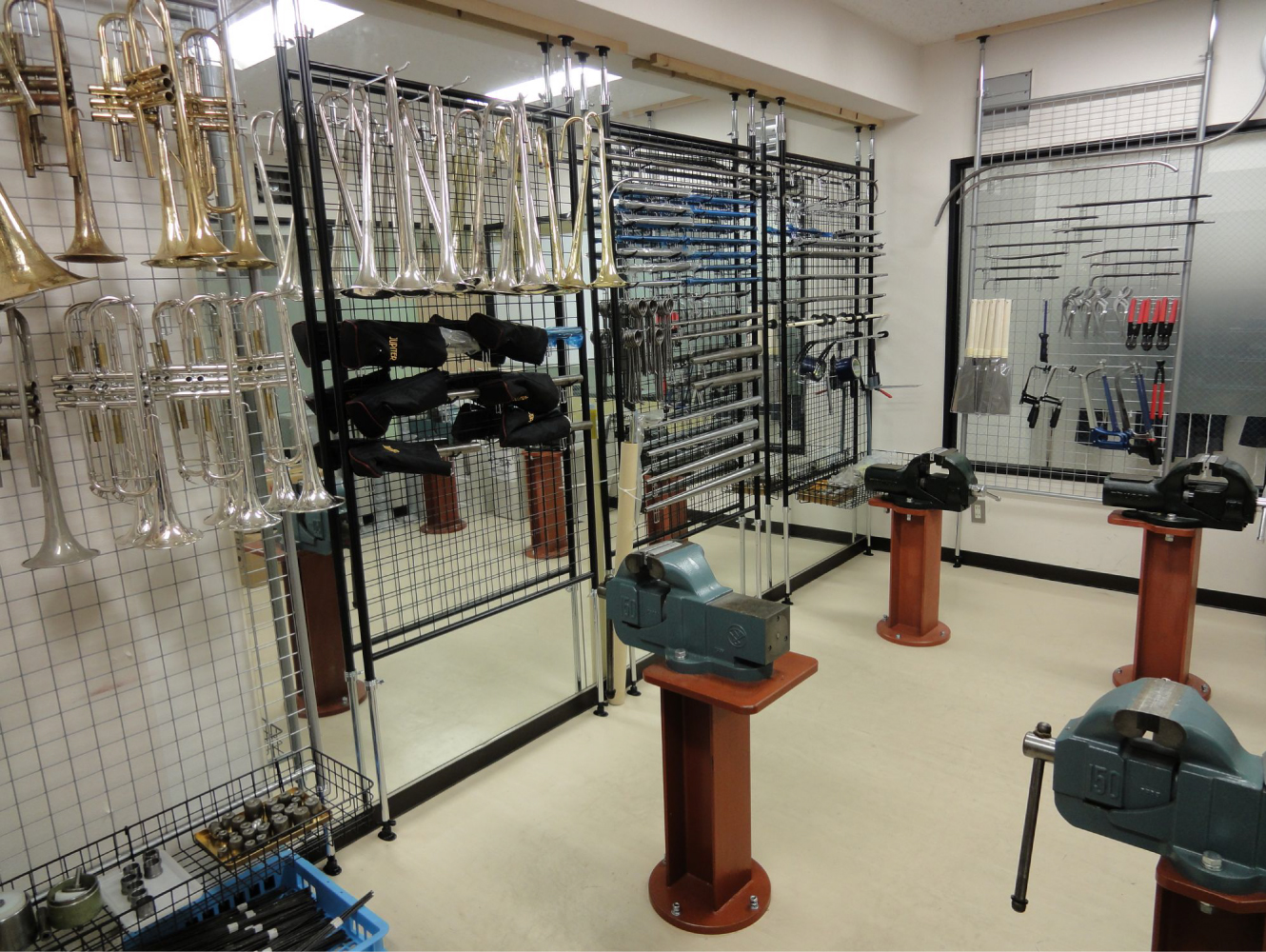
金管加工室

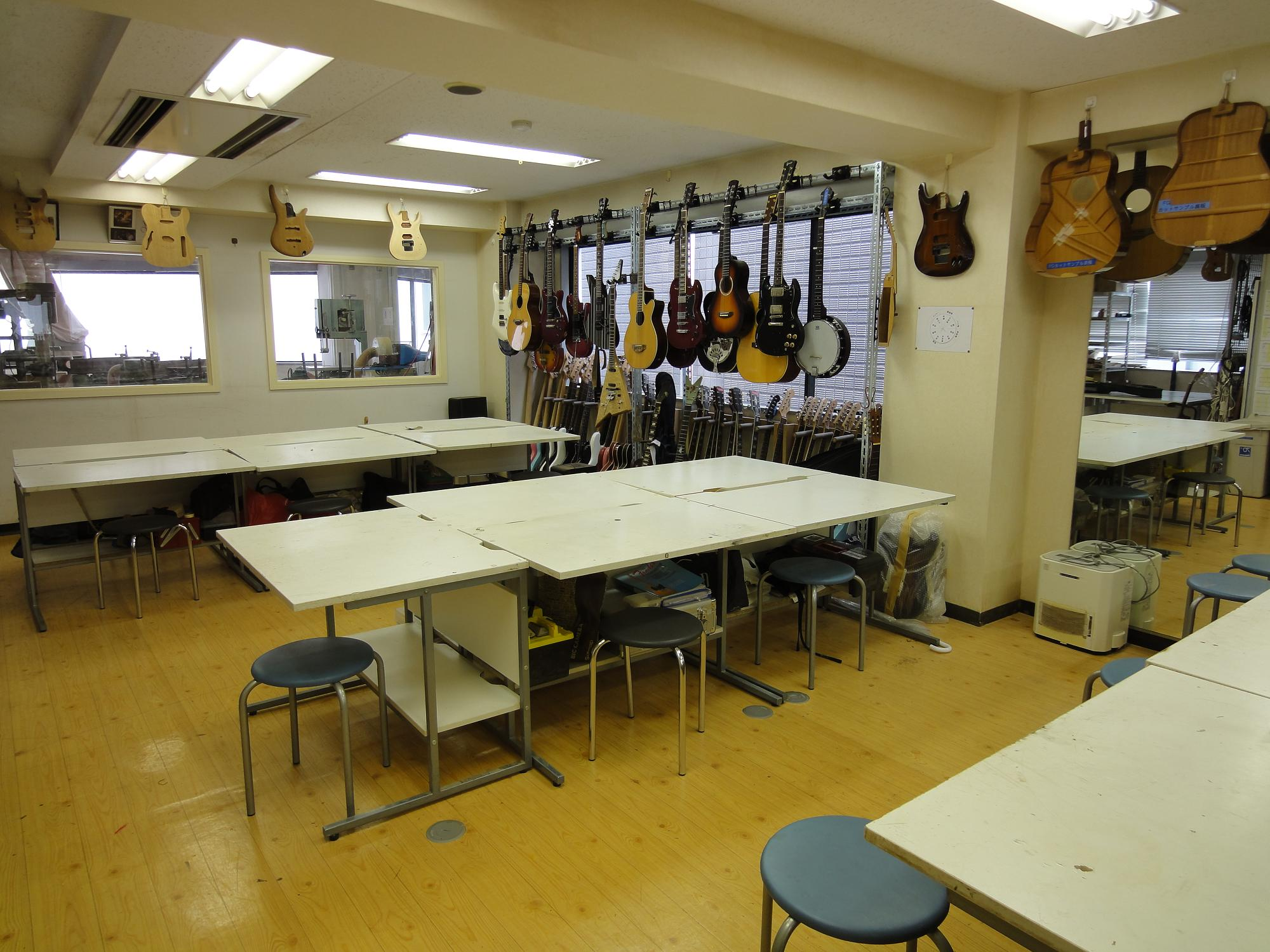
ギタークラフト＆リペア工房

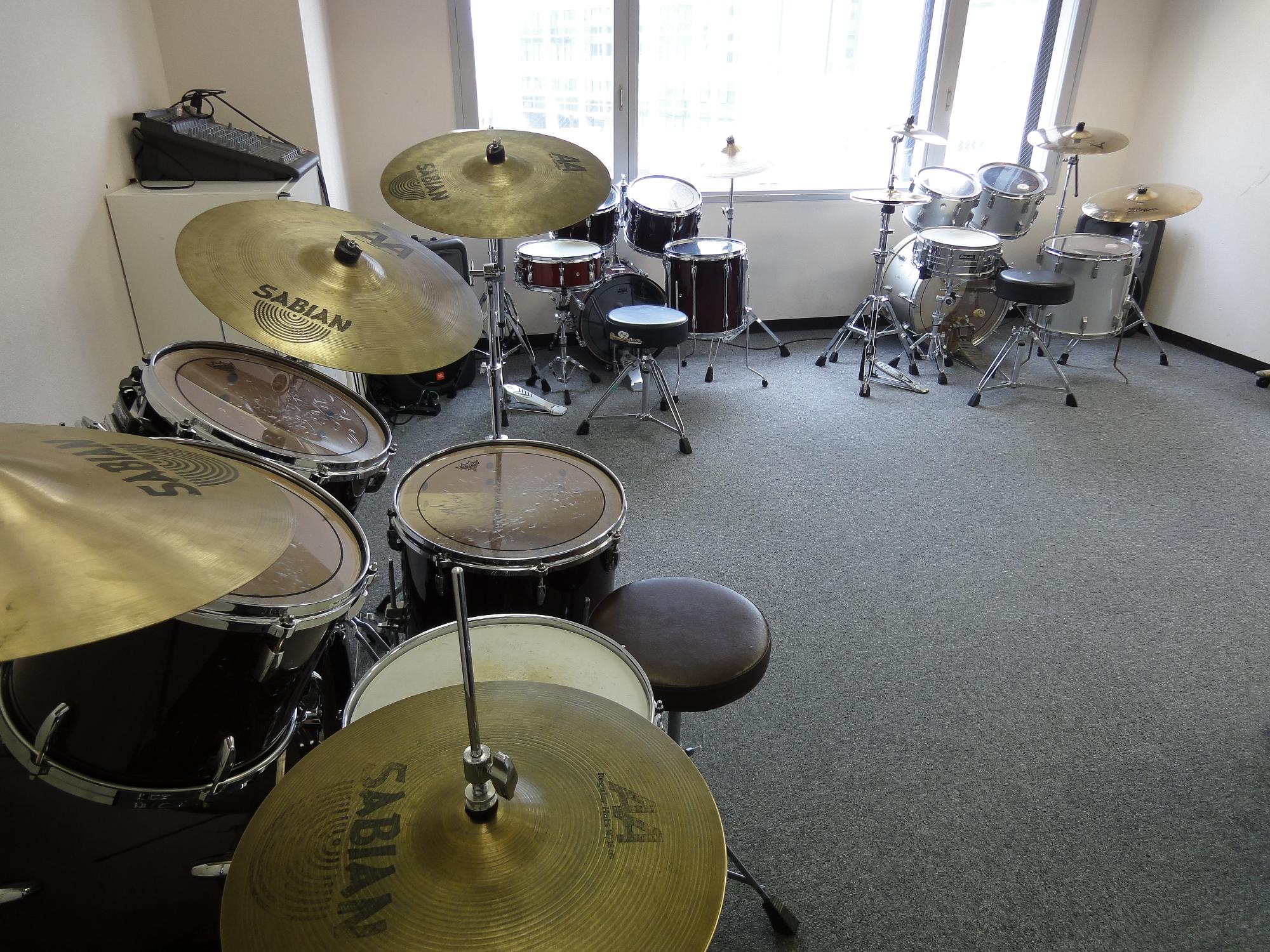
ドラムテック工房

- アップルプロトレーニングライセンス取得対策コース
- アップルプロトレーニング資格対策オンラインコース
- Avid 認定Pro Toolsライセンス取得対策コース

## 備考
渋谷・代官山駅から徒歩7分の文教地区に位置する。代官山AIRや渋谷DESEOなどといったクラブやライブハウスなどが点在していることから多数のミュージシャンや芸能人も行き来する場所。UVERworldのTAKUYA∞もライセンス取得のコースに通っていた。